# Pseudanthias evansi
Pseudanthias evansi es una especie de peces de la familia Serranidae en el orden de los Perciformes.

## Morfología
Los machos pueden llegar alcanzar los 12 cm de longitud total.

## Alimentación
Come zooplancton.

## Hábitat
Es un pez  de mar de clima tropical y asociado a los  arrecifes de coral que vive entre 4-40 m de profundidad.

## Distribución geográfica
Se encuentra desde el África Oriental hasta la Isla de Navidad y el Mar de Andaman.